# Biscuiterie (Dakar)
La commune de Biscuiterie est l'une des 19 communes d'arrondissement de la ville de Dakar (Sénégal). Elle fait partie de l'arrondissement de Grand Dakar.
Le quartier est situé dans le centre-sud de la capitale.

## Géographie
La commune d'arrondissement est limitée au nord par l'avenue du Président Habib Bourguiba, à l'est par l'avenue Cheick Ahmadou Bamba Mbacké qui la sépare de la commune de HLM. Au sud elle s'étend jusqu'à la rue Ahmadou Malick Gueye. A l'ouest elle est séparée de Grand Dakar par les allées Cheickna Cheick Sidaty Aïdara.

## Histoire
La commune doit son nom à une ancienne biscuiterie, la Biscuiterie de la Médina (BDM) fermée en 2003. Les bâtiments et hangars abritent aujourd'hui des espaces culturels dédiés à la création artistique.

## Population
Lors du recensement de 2002, Biscuiterie comptait 50 597 personnes, 4 245 concessions et 9 006 ménages.
Fin 2007, selon les estimations officielles, la population de la commune s'élèverait à 56 932 habitants.
| 2002   | 2007   | 2013   | 2017   |
| ------ | ------ | ------ | ------ |
| 50 597 | 56 932 | 68 547 | 77 114 |

## Administration et quartiers
La commune est divisée en plusieurs quartiers dont : Bopp, Cité Bissap, Ouagou Niayes 1, Usine Bène Tally, Usine Niary Tally.
| Période          | Identité              | Parti | Coalition    |
| ---------------- | --------------------- | ----- | ------------ |
| 2019-à nos jours | Mouhamed Djibril Wade | PDS   |              |
| 1996 - 2001      | Doudou Issa Niasse    | PS    |              |
| 2002 - 2009      | Lamine Dia            | PDS   |              |
| 2009 - 2014      | Doudou Issa Niasse    | PS    |              |
| depuis 2014      | Doudou Issa Niasse    | PS    | Taxawu Dakar |

## Éducation
La commune d'arrondissement compte 4 collèges d'enseignement moyen sous statut privé : Asselar, Cherif Younouss Aidara, Madieye Sall et Maison de la sagesse.
L'enseignement primaire est assuré par 10 écoles privées : Abdallah Ibn Abass, YMCA Christian Barboza, Étoile brillante, Cherif Younouss Aidara, Cours privés Assane Seye, Groupe scolaire Asselair, Keur Yama 2, Madieye Sall, Ndeye Fatou Sylla, Salmane Al Farissi et d'autre part 6 écoles élémentaires publiques : Biscuiterie A, Biscuiterie B, Cheikh Mouhamadou Sakho A et B, El H Massiga Sene et Ndary Niang.
Pour l'éducation préscolaire, la commune est pourvue de 8 écoles maternelles privées : Abdallah Ibn Abass, YMCA Christian Barboza, Étoile brillante, Groupe scolaire Asselar, Ker Yama, Madieye Sall, Ndeye Fatou Sylla et Perfection 1.
Plusieurs établissements d'enseignement supérieur privés sont localisés dans la commune d'arrondissement :
- Institut de management et de technologie, IMTECH Nelson Mandela
- Université Dakar-Bourguiba
- Université de l'Atlantique

## Édifices et monuments
- Marchés : Nguélaw, Nguélaw 2, Mbabass
- Centre des services fiscaux de Grand Dakar

## Religion
- Mosquées : Peulh Fouta, Niary Tally, Mouride, Roukou Njanguo, Abou Dia.
- Grande mosquée Médina Gounass